# Pucará (Vallegrande)
Pucará ist eine Ortschaft im Departamento Santa Cruz im südamerikanischen Anden-Staat Bolivien.

## Lage im Nahraum
Pucará ist zentraler Ort des Landkreises (bolivianisch: Municipio) Pucará in der Provinz Vallegrande und liegt auf einer Höhe von 2451 m fünfzehn Kilometer östlich des bolivianischen Río Grande, 1.500 m oberhalb des Flusslaufs und von diesem durch den Höhenzug der Serranía Río Grande getrennt.

## Geographie
Pucará liegt im Tal des Río Cañada in den südwestlichen Ausläufern der Cordillera Oriental. Die mittlere Jahrestemperatur der Region liegt bei 14 °C, der Jahresniederschlag beträgt 650 mm (siehe Klimadiagramm Pucará), die Region weist ein ausgeprägtes Tageszeitenklima auf.
Die Monatsdurchschnittstemperaturen schwanken nur unwesentlich zwischen 11 °C im Juli und 16 °C von November bis Januar. Die Region weist eine Trockenzeit mit Monatswerten von unter 20 mm von Mai bis September auf, die Niederschlagshöchstwerte liegen zwischen 100 und 125 mm in den Sommermonaten von Dezember bis Februar.

## Verkehrsnetz
Pucará liegt in einer Entfernung von 275 Straßenkilometern südwestlich von Santa Cruz, der Hauptstadt des Departamentos.
Von Santa Cruz aus führt die Fernstraße Ruta 9 wenige Kilometer bis nach El Carmen, und von dort die Ruta 7 über La Angostura und Samaipata nach Mataral. Dort zweigt in südlicher Richtung die Ruta 22 ab, die über Trigal und Vallegrande nach Guadalupe führt. In Guadalupe zweigt die Ruta 38 (die sogenannte „Ruta del Che“) in südwestlicher Richtung ab und führt vorbei an Santa Ana in 38 km bis nach Pucará. Die Straße führt dann in südlicher Richtung weiter bis in das Tal des Río Grande, überquert den Fluss auf einer Brücke und endet als Ruta 38 vorläufig bei der kleinen Ortschaft Santa Rosa.
Die Ruta del Che führt von Pucara aus wenige Kilometer weiter nach Süden bis zur Ortschaft La Higuera, in der am 9. Oktober 1967 der argentinisch-kubanische Revolutionär und Guerillakämpfer Ernesto „Che“ Guevara von Angehörigen der bolivianischen Armee erschossen wurde.

## Bevölkerung
Die Einwohnerzahl des Ortes ist in den vergangenen beiden Jahrzehnten um mehr als die Hälfte angestiegen:
| Jahr | Einwohner | Quelle       |
| ---- | --------- | ------------ |
| 1992 | 454       | Volkszählung |
| 2001 | 795       | Volkszählung |
| 2012 | 707       | Volkszählung |

Aufgrund der historisch gewachsenen Bevölkerungsverteilung weist die Region keine nennenswerte Konzentration indigener Bevölkerung auf. Einzige erwähnenswerte indigene Gruppe in der Ortschaft ist die Quechua-Bevölkerung, im Municipio Pucará sprechen 1,8 Prozent der Bevölkerung die Quechua-Sprache.